# Universidade de Turku
A Universidade de Turku (em finlandês: Turun yliopisto; em sueco: Åbo universitet) é uma universidade localizada na cidade de Turku, Finlândia. Cerca de 18 000 estudantes (incluindo outros 2 000 em pós-graduação) estão atualmente envolvidos.
Na mesma cidade existe igualmente uma universidade de língua sueca - a Universidade Åbo Akademi (sueco Åbo akademi).